# Sexo anal

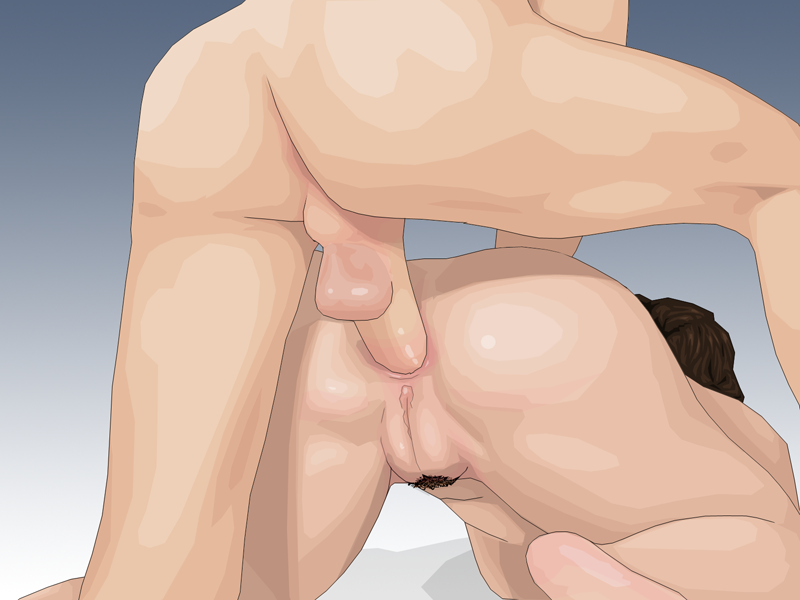
Sexo anal.

El sexo anal es una práctica sexual que consiste en la estimulación o la introducción del pene en el ano o el recto de la pareja para obtener placer sexual. Otras formas de sexo anal incluyen el fingering anal, el uso de un juguete sexual (en el caso de la masturbación anal), el anilingus, el pegging, así como otras prácticas como la electroestimulación erótica y la tortura erótica (p. ej., el figging). Otros términos sinónimos son «sodomía», «coito anal» y «pedicación». Si bien el término sexo anal significa más comúnmente la penetración anal con el pene, algunas fuentes académicas usan el término coito anal para referirse de manera exclusiva a la penetración penil del ano, y sexo anal para referirse a cualquier forma de actividad sexual anal, especialmente con una pareja, en oposición a la masturbación anal. En un enfoque ampliado la sexualidad anal abarca diversas formas de estimulación, desde la masturbación anal con los dedos al sexo oral-anal, conocido también como anilingus. Además de en los seres humanos, se conoce la existencia de esta práctica entre primates y otros mamíferos.
Muchas personas encuentran placentero el sexo anal, y algunas pueden alcanzar el orgasmo mediante la estimulación a través del ano, del punto G y del clítoris en las mujeres, así como mediante la estimulación de la próstata en el caso de los hombres. Sin embargo, algunas personas pueden considerarlo doloroso, lo que en algunos casos puede ser de origen psicosomático.
Es posible también que una mujer penetre analmente a un hombre o a otra mujer por medio de una prótesis, que comúnmente va sujeta a su pubis por medio de un arnés. Esta variante del sexo anal recibe el nombre de pegging. En un enfoque ampliado la sexualidad anal abarca diversas formas de estimulación, desde la masturbación anal con los dedos al sexo oral-anal, conocido también como anilingus.

## Anatomía y estimulación

Anatomía genital masculina, que muestra la ubicación de la próstata con respecto al recto

La abundancia de terminaciones nerviosas en la región anal y el recto puede hacer que el sexo anal sea placentero para hombres y mujeres. Los músculos del esfínter interno y externo controlan la apertura y el cierre del ano; estos músculos, que son membranas sensibles formadas por muchas terminaciones nerviosas, facilitan el placer o el dolor durante el sexo anal. Se piensa que el tercio interno del canal anal es menos sensible al tacto que los dos tercios externos, pero es más sensible a la presión y que el recto es un tubo curvo de aproximadamente 20 a 23 cm de largo y tiene la capacidad, como el ano, de expandirse.
Las investigaciones indican que el sexo anal se produce con menos frecuencia que otras actividades sexuales, pero su asociación con la dominación y la sumisión, así como con el tabú, lo convierte en un estímulo atractivo para personas de todas las orientaciones sexuales. Además de la penetración sexual con el pene, las personas pueden usar juguetes sexuales tales como consoladores, tapones anales o cuentas anales, practicar fingering anal, anilingus, pegging, masturbación anal, figging o fisting para la actividad sexual anal, y también se pueden incluir diferentes posiciones sexuales. El fisting es de todas la actividad menos practicada, en gran parte porque es muy poco común que las personas puedan relajarse lo suficiente como para acomodar un objeto tan grande como un puño que se inserta en el ano.
En una pareja masculina pasiva, ser penetrado analmente puede producir una sensación placentera debido a que el objeto de inserción frota o roza la próstata a través de la pared anal. Esto puede resultar en sensaciones placenteras y puede conducir a un orgasmo en algunos casos. La estimulación de la próstata puede producir un orgasmo más profundo, a veces descrito por los hombres como más extendido e intenso, más duradero y que permite mayores sensaciones de éxtasis que el orgasmo provocado únicamente por la estimulación del pene. La próstata está ubicada junto al recto y es el homólogo (variante) masculino más grande y más desarrollado de las glándulas de Skene femeninas. Por otra parte, es típico que un hombre no alcance el orgasmo como pareja receptiva únicamente con el sexo anal.
Estadísticas generales indican que entre el 70 y el 80 % de las mujeres requieren estimulación directa del clítoris para alcanzar el orgasmo. Las paredes vaginales contienen significativamente menos terminaciones nerviosas que el clítoris (que tiene muchas terminaciones nerviosas destinadas específicamente al orgasmo) y, por lo tanto, es menos probable que se produzca un placer sexual intenso, incluido el orgasmo, a partir de la estimulación sexual vaginal que a partir de la estimulación directa del clítoris en la mayoría de las mujeres. El clítoris, sin embargo está compuesto por más que el glande (cabeza) visible externamente. La vagina, por ejemplo, está flanqueada a cada lado por el crura del clítoris, las «patas» internas del clítoris, que son muy sensibles y se llenan de sangre cuando hay excitación sexual. La estimulación indirecta del clítoris a través de la penetración anal puede ser causada por los nervios sensoriales compartidos, especialmente el nervio pudendo, que emite los nervios anales inferiores y se divide en el nervio perineal y el nervio dorsal del clítoris. Aunque el ano tiene muchas terminaciones nerviosas, su propósito no es específicamente inducir el orgasmo, por lo que es raro que una mujer logre el orgasmo únicamente mediante la estimulación anal. La estimulación del sexo anal puede además verse afectada por percepciones populares o representaciones de la práctica, tales como en el material erótico o la pornografía. En la pornografía, el sexo anal se representa comúnmente como una rutina deseable e indolora que no requiere lubricantes íntimos, lo que puede dar lugar a que las parejas practiquen sexo anal sin cuidado, y a que hombres y mujeres crean que es inusual que las mujeres, como parejas receptivas, sientan incomodidad o dolor en lugar de placer en la actividad. Por el contrario, los músculos del esfínter de cada persona reaccionan a la penetración de manera diferente, y los esfínteres anales tienen tejidos que son más propensos a desgarrarse, además de que el ano y el recto no proporcionan lubricación para la penetración sexual como lo hace la vagina. Investigadores afirman que la aplicación adecuada de un lubricante íntimo, la relajación y la comunicación entre las parejas sexuales son cruciales para evitar dolor o daño en el ano o el recto. Además, es importante que los participantes se aseguren de que el área anal esté limpia y el intestino esté vacío, tanto por razones estéticas como prácticas.

## Prevalencia en el ser humano
El sexo anal forma parte de las prácticas sexuales en parejas homosexuales y heterosexuales. Aproximadamente el 40 % de las parejas heterosexuales han tenido sexo anal al menos una vez y, según unos u otros estudios, entre el 10 y el 20 % de las parejas lo practican con frecuencia. En Chile, según un estudio del Ministerio de Salud del año 2000, lo practicaban el 20 % de las mujeres y el 24 % de los hombres, y era la práctica más común tras el sexo vaginal y el oral.
Aunque el sexo anal comúnmente se ha asociado con la homosexualidad masculina, no todos los hombres homosexuales tienen sexo anal. Investigaciones muestran que otro tipo de actividades sexuales son más frecuentes en hombres homosexuales, como el sexo oral, la masturbación mutua, y frotar un pene con otro, actividad sexual conocida como frot. En parejas heterosexuales, el sexo anal no es raro, y de hecho se está convirtiendo en algo cada vez más común. Algunos tipos de sexo anal también pueden ser parte de las prácticas sexuales entre lesbianas.

## Perspectivas históricas y culturales

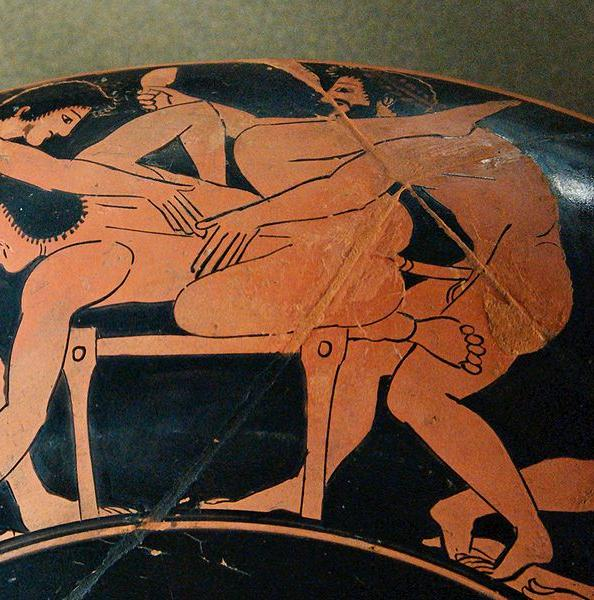
Vaso griego del 510 a. C.

En la antigua Grecia, era conocida la práctica sexual, tomando el hombre a su pareja sexual por detrás, teniendo esta que adoptar una posición sumisa. Su práctica era tan extendida que incluso ha llegado hasta nuestros días con el nombre de «griego»,[cita requerida] haciendo referencia directa al sexo anal, aunque el coito a tergo puede ser tanto anal como vaginal en el caso de las parejas heterosexuales.
Aunque en Roma no estaba permitido —ni por consiguiente bien visto— que un ciudadano romano mantuviera sexo anal (poedicare) con otro ciudadano romano, no había ningún impedimento si lo hacía con un esclavo o esclava. Horacio (65-8 a. C.), poeta lírico y maestro de la sátira, se hace eco de esta situación tan ubicua:

Cuando la entrepierna azuza y tienes a mano un esclavo y una esclava, ¿sobre quién saltas enseguida? ¿No preferirás que se te reviente, no? ―Por supuesto que no. Me gusta el sexo fácil y asequible.
Sátiras 1.2.114-9

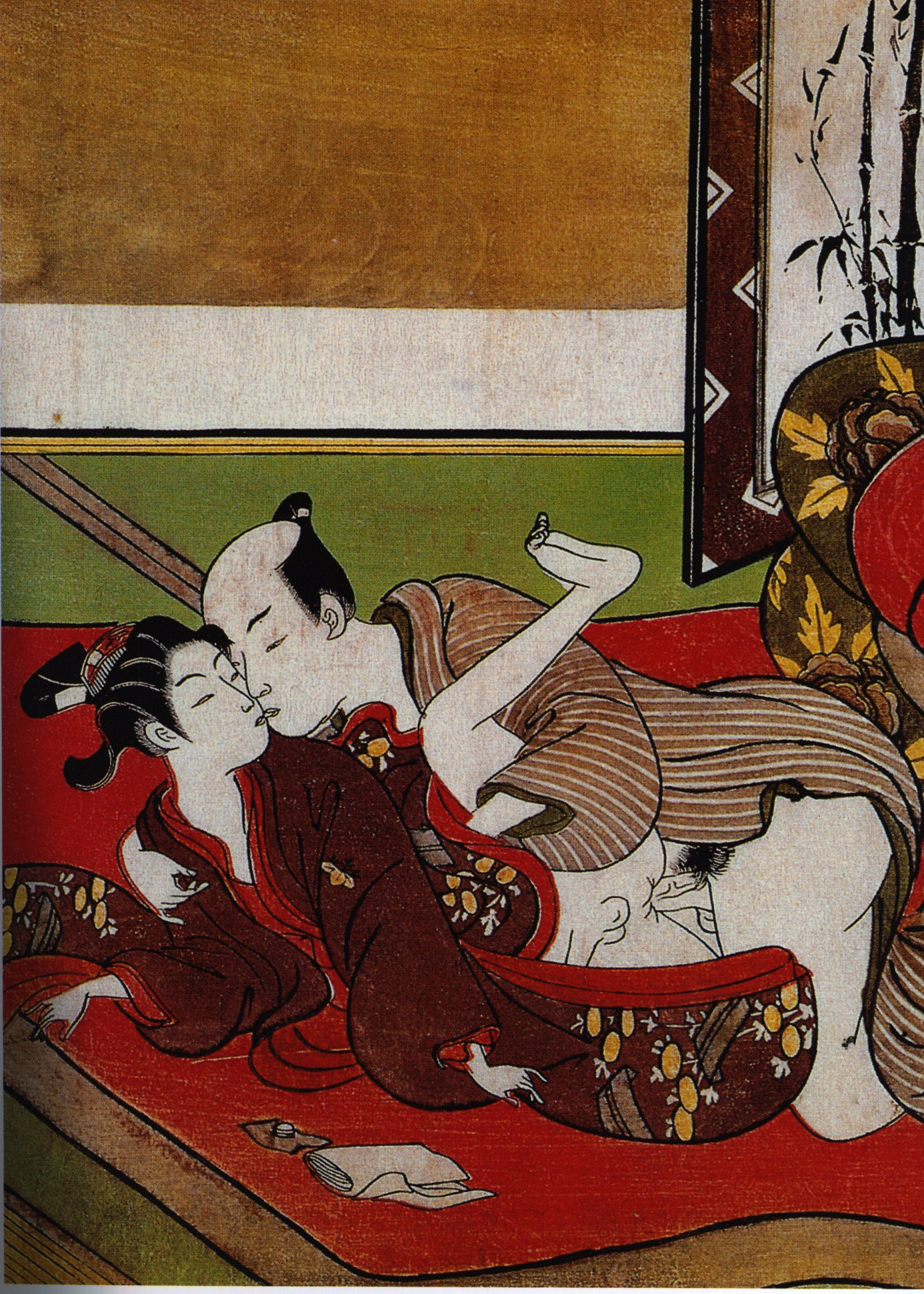
Hombre y joven (1750), obra de Suzuki Harunobu. Se encuentra en el museo Victoria and Albert (Londres).

El sexo anal ha sido considerado tabú en muchos países occidentales desde la Edad Media, cuando se rumoreaba que miembros varones de movimientos heréticos lo practicaban entre ellos.
Durante la Edad Media, la mayoría de los clérigos cristianos no eran del todo célibes, pero las órdenes más elevadas de algunos credos heréticos sí, lo que generaba el rumor de su atracción hacia miembros de su mismo sexo. Algunos retablos y drolleries medievales en madera retratan a personas realizando anilinguo con un demonio mitad cabra, mitad hombre.
A menudo se expresan opiniones polémicas respecto al sexo anal. Es controversial en varias culturas, a menudo debido a prohibiciones religiosas contra el sexo anal entre hombres o a doctrinas sobre el propósito procreador de la actividad sexual. Puede ser considerado tabú o no natural, y en algunos países es considerado un delito, punible con el castigo corporal o incluso capital. En contraste, el sexo anal puede también considerarse una forma natural y válida de actividad sexual tan satisfactoria como otras expresiones sexuales deseadas, y puede constituir un elemento de mejora o incluso un elemento primario de la vida sexual de una persona.
Esta práctica ha sido condenada en los últimos dos mil años por la mayoría de las religiones: tanto por ser infértil (es una de las prácticas naturales más típicas para el control de la natalidad, en cuanto coito sustitutivo del vaginal), como por conllevar serios riesgos higiénicos. Aún en 2007 la pedicación se considera delito en ciertos estados de Estados Unidos de América, incluso dentro de matrimonios legalmente constituidos.

### En literatura
Además del marqués de Sade, ha habido muchos autores como Bocaccio, Chaucer, Petronio o Rabelais que han descrito este tipo de prácticas sexuales en sus obras. Entre los autores del siglo XX que han introducido escenas de sexo anal en sus escritos, se encuentran Guillaume Apollinaire y Pierre Louys. En el idioma español, la obra Eso no de Marcelo Birmajer es una colección de relatos centrados todos en el sexo anal, fundamentalmente de orientación heterosexual.

### En el cine
Se considera que el primer coito anal del cine convencional lo protagonizó Gunnel Lindblöm, quien mostró que era posible practicar el coito en otro lugar que no fuera la alcoba con la luz apagada y por otra vía que no fuera la vagina de la mujer. El coito anal filmado en la película El silencio (1963) de Ingmar Bergman se lleva a cabo en las butacas de un cine semivacío.[cita requerida]
En cuanto al cine pornográfico, las escenas que contienen sexo anal se han vuelto omnipresentes, al ser una práctica muy demandada. El director y actor francés Pierre Woodman siempre incluye el sexo anal en sus vídeos.[cita requerida]

## Conceptos relacionados
El carácter tabú de esta práctica sexual ha podido provocar que aparezcan palabras alternativas, con distintas utilidades, para identificar y, en su caso despreciar, su realización por parte de homosexuales. Tal es el caso del verbo «sodomizar», usado para suavizar el significado griego o, por el contrario, para remarcar peyorativamente el hecho, al tratarse de una rotura de tabú.[cita requerida]
El origen del vocablo «sodomía» proviene de Sodoma, ciudad de Canaán que —según el capítulo 19 del libro del Génesis, en la Biblia— el Dios Yahveh destruyó por medio de una lluvia de fuego para castigarla por el pecado (a pesar de que el vulgo cree que fue la práctica de la homosexualidad -la misma que quisieron realizar a la fuerza con unos visitantes, que a la postre resultaron ser ángeles enviados por Yahvé, que fueron a avisar a Lot del inminente cataclismo). De su gentilicio «sodomita» surge la palabra, ahora sinónima, de homosexual.
En la Italia de finales del Renacimiento, al pintor Giovanni Antonio Bazzi lo llamaban «Il Sodoma» («el sodomita» u homosexual).
El vocablo «bujarrón» (utilizado solo en España) y los términos lunfardos «bufarrón» y «bufa» (empleados en Uruguay y Argentina) se originan en la Europa medieval como un insulto utilizado para describir las supuestas prácticas homosexuales de los herejes de la secta neomaniquea de los bogomilos búlgaros.[cita requerida]

## Deseo y estímulo
Con independencia de la llamada al deseo que puede originar el poder romper un tabú, existen razones antropológicas por las que la visión de un trasero provoca deseo sexual.
Ernst Gräfenberg, el investigador alemán que descubrió el punto G y le da nombre, creía que la postura ideal para estimular esa zona -y obtener la máxima excitación- era la penetración por detrás, como lo hacen todos los cuadrúpedos. Muchos estudiosos siguieron considerando que la postura cara a cara era exclusivamente humana y por lo tanto «antinatural», pero investigaciones con bonobos han revelado que ellos también practican la penetración cara a cara y que las hembras tienen asimismo el clítoris fuera de la vagina.
El comportamiento sexual de los bonobos, que practican besos con lengua, penetración por delante y por detrás, felaciones, cunnilingus, frotamientos, masturbación y tocamientos diversos (y todo esto indistintamente del sexo del otro bonobo, es decir, ya sea entre machos, entre hembras, a solas, acompañado/-a o en grupo), revelaría que la naturaleza de estas prácticas podría no estar ligada a la cultura, sino a la naturaleza de la especie.
Con independencia de que se produzca la penetración, la visión de un ano, su caricia y sobre todo el contacto del falo con uno puede provocar fácilmente la erección. Los glúteos humanos son de hecho proporcionalmente más grandes que los de otros primates. En parte por el bipedismo, pero según algunos estudiosos, también para fomentar la atracción sexual.
Puesto que el valor evolutivo del sexo es fundamentalmente reproductivo, eso explicaría el relativo mayor tamaño de las nalgas femeninas. La utilidad social del sexo —al igual que ocurre en los bonobos— explicaría el deseo de penetrar a individuos del mismo sexo.
Asimismo, los glúteos son muy sensibles y, si la experiencia de las caricias estimula el deseo sexual, en algunas posturas de práctica del coito lógicamente también se produce un contacto rítmico con los glúteos, lo que es un fuerte estímulo sexual para ambas partes.
En cuanto a cuál es la morfología de los glúteos que se considera más deseable, esta ha variado con la cultura: en algunas épocas se preferían prominentes y en la actualidad se valora que sean visibles, pero a la vez firmes y armoniosos.

## Seguridad e higiene

### Riesgos
Como ocurre con la mayoría de formas de actividad sexual, practicar el sexo anal aumenta el riesgo de contraer infecciones de transmisión sexual (ITS). El sexo anal se considera una práctica sexual de alto riesgo, debido a la vulnerabilidad del ano y el recto. El tejido anal y rectal son delicados y no brindan lubricación como lo hace la vagina, de manera que se pueden rasgar fácilmente y permitir la transmisión de enfermedades, particularmente si no se usa un condón y un lubricante íntimo. El sexo anal sin la protección de un condón es considerado la forma más riesgosa de actividad sexual, y por tanto autoridades sanitarias como la Organización Mundial de la Salud (OMS) recomiendan el uso de prácticas de sexo seguro para el sexo anal.
La mucosa rectal es frágil y sensible a las infecciones por virus y bacterias. La mucosa absorbe las sustancias depositadas en el recto, fenómeno aprovechado para la administración de medicamentos, como es el caso de los supositorios. Esta capacidad de absorción puede aumentarse involuntariamente mediante una penetración, que puede provocar pequeñas microheridas y ocasionar hasta hemorragias. Por tanto, es un terreno propicio para la propagación de infecciones de transmisión sexual (ITS, antes llamadas «enfermedades de transmisión sexual» o ETS), ya sean virales como el VIH (virus de inmunodeficiencia humano), el papiloma humano (VPH), todos los tipos de hepatitis (a excepción de la hepatitis A) los herpes genitales y otras también famosas, pero de causa bacteriana como la gonorrea, la sífilis y otras, incluso en el caso de que no haya eyaculación.
Por otro lado puede producirse un prolapso rectal y hemorroides si no se toman las medidas necesarias de seguridad. A largo plazo podría llevar a sufrir de incontinencia fecal por la distensión del esfínter anal.

### Higiene
En consecuencia siempre se aconseja la práctica del sexo anal utilizando un condón (la pedicación sin condón es también muy arriesgada para el amante «activo»).
Si la práctica de la pedicación o sexo anal se efectúa sin condón, en todo caso es —aunque parezca obvio— imprescindible el máximo nivel de higiene del ano y del recto, así como del falo en el momento de la penetración.
La higiene es importante para una buena salud del ano y para la práctica del sexo anal y aún más si se efectúa sin condón.
El cuidado normal facilita que exista una hidratación natural que permite que la piel que le rodea esté suave y elástica.

#### Lubricación
Contrariamente a la vulva y la vagina, el ano y el recto no segregan lubricación natural que facilite la relación sexual. Estos músculos normalmente tienen una elasticidad que les permite dilatarse naturalmente. Aun así, por esto puede haber desgarros y fisuras anales lo cual puede requerir una nueva lubricación.
Por este motivo, cuando se practica sexo anal, suele usarse algún lubricante para facilitar la penetración. En cuanto a los lubricantes naturales, son muy frecuentes el uso de la saliva o bien practicar la penetración anal después de la vaginal. Pero, como ambos líquidos se evaporan rápidamente, la penetración tendría que ser inmediata. Aun así, no suelen ofrecer gran garantía.
La aplicación del lubricante debe conllevar su morbo y su parte de excitación sensorial.

#### Relajación del músculo del ano y dilatación del esfínter
Como normalmente el músculo del ano (esfínter anal) se encuentra cerrado, el sexo anal podría ser doloroso si previamente no se tiene la precaución de distender este músculo.

## Práctica

### Práctica de la penetración anal

#### Placer en la fase de penetración

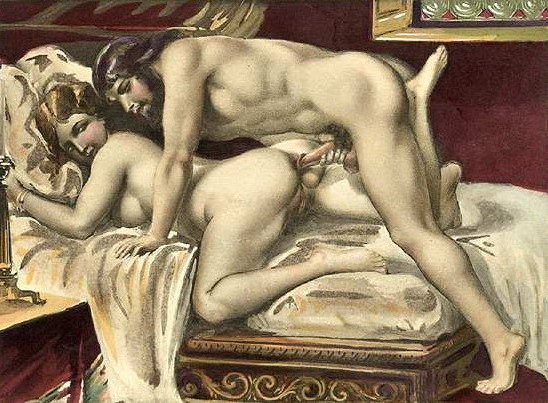
Ilustración de los Sonetos de Pietro Aretino debida al artista Édouard-Henri Avril.

La abundancia de terminaciones nerviosas en la región anal y el recto pueden hacer que el sexo anal sea placentero para hombres o mujeres. Los músculos de los esfínteres interno y externo controlan la apertura y el cierre del ano; estos músculos, que son membranas sensibles compuestas de muchas terminaciones nerviosas, facilitan el placer o dolor durante el sexo anal. En Sexualidad Humana: Una Enciclopedia se afirma que "el tercio más interno del canal anal es menos sensible al tacto que los otros dos tercios más externos, pero es más sensible a la presión" y que "el recto es un tubo curvo de aproximadamente ocho o nueve pulgadas de largo y tiene la capacidad, al igual que el ano, de expandirse".
En el caso de que se practique el coito anal o pedicación con una mujer, ésta obtiene en gran medida su placer al ser estimulado el útero, el cual frecuentemente es poco estimulado en el coito vaginal.[cita requerida] El punto G es un área de la anatomía femenina debatida particularmente entre doctores e investigadores, pero típicamente se considera que se encuentra detrás del hueso pélvico que rodea a la uretra y es accesible a través de la pared anterior de la vagina; se considera que esta y otras áreas de la vagina tienen tejido y nervios relacionados con el clítoris. La estimulación directa del clítoris, un área del punto G, o ambos, pueden ayudar a algunas mujeres a disfrutar el sexo anal y a alcanzar el orgasmo en algunos casos durante este.
Ser penetrado analmente puede producir al hombre una sensación placentera debido a que el pene frota o roza la próstata a través de la pared del recto. Esto puede resultar en sensaciones placenteras y conducir a un orgasmo en algunos casos. La estimulación de la próstata puede producir un orgasmo más profundo, algunas veces descrito por los hombres como más extenso e intenso, más duradero, y permitiendo más sensaciones de éxtasis que un orgasmo obtenido solamente a través de la estimulación del falo. La próstata se encuentra frente al recto y es el homólogo masculino más grande y más desarrollado de las glándulas de Skene. También es típico que el hombre, cuando es el receptor, no alcance el orgasmo únicamente con el sexo anal.
La penetración anal exige generalmente la elección de un ángulo apropiado, pues el ano es más apretado y menos flexible que la vagina.
Usualmente la persona penetrada complementa el coito anal con la masturbación, lo que contribuye a una multiplicación del placer y a relajarle la musculatura anal, con la consecuente facilitación y mejoramiento de la penetración anal. En el momento en el que la pareja «pasiva» (la persona penetrada) logra el orgasmo, contrae fuertemente la musculatura anal, provocando una fuerte presión sobre la pareja «activa», lo que le facilita a esta el orgasmo.
El placer procurado por el coito anal no solo deriva de las sensaciones físicas, sino también de las subjetivas («romper un tabú», por ejemplo) y, según el psicoanálisis, también de una reminiscencia de la fase o estado anal.
Sin embargo, tanto la mujer como el hombre a menudo se encuentran desde la infancia condicionados para considerar como «negativo» el coito anal, de modo que un intento compulsivo de llevarlos a un coito anal puede ser percibido como una especie de violación. También se debe a los riesgos de debilitamiento o rotura de la musculatura perianal o de las paredes del recto. De esto se entiende que tanto el coito anal como cualquier tipo de relación sexual se llevará a cabo previo acuerdo con la pareja, con la mayor comunicación posible.
Resultados de la investigación en el estudio sobre sexo heterosexual anal, [8/2010 (n=214)] participantes femeninos indicaron que estimulación a múltiples zonas erógenas simultáneamente (el clítoris, el punto G, el ano, y otras zonas erógenas) permitió a la mujer disfrutar penetración anal con menos molestia comparado a la penetración anal solamente.

### Masturbación anal
La masturbación anal es la estimulación manual o mediante objetos en el área del ano. Los métodos más comunes para la masturbación anal incluyen la inserción de uno o más dedos, algún tipo de juguete sexual e incluso elementos no específicos. De todos ellos, el sistema más común suele ser el uso de los dedos. Algunas personas disfrutan la sensación de un dedo -propio o de su pareja- insinuado en el orificio anal y rotado suavemente.
Las técnicas más comunes incluyen tocar el orificio anal mientras se masturban o manipulan los genitales propios o de la pareja; o estimular el ano de su pareja durante el coito, o el método oral-genital. Es decir la masturbación anal suele ir acompañada de estimulación genital, con el propósito de aumentar la excitación e incluso provocar el orgasmo.
Aunque es menos frecuente, la misma estimulación múltiple se puede obtener en sexo en grupo mediante la ayuda de una tercera persona, comúnmente mediante el uso de uno o dos dedos en el ano del hombre o la mujer mientras se practica la penetración, o bien mediante sexo oral e incluso con la práctica de una doble penetración vagino-anal.
La masturbación anal puede aplicarse en hombres y mujeres de cualquier orientación sexual, ya que el ano contiene numerosas terminaciones nerviosas que pueden ser estimuladas. Estas terminaciones nerviosas siguen en gran medida la misma vía anatómica que las del clítoris. En los hombres, la masturbación anal es especialmente placentera, ya que delante del recto se encuentra la próstata, que también contiene terminaciones nerviosas. Existen, además, en el mercado algunos juguetes sexuales cuyo objetivo es la estimulación de la próstata. En las mujeres, la inserción de un objeto en el ano puede estimular directamente la vagina. La estimulación anal puede, tanto en hombres como en mujeres, intensificar notoriamente el orgasmo.
El uso de enemas, por razones de higiene, suele ser el paso previo a la masturbación anal, pero también puede ser una forma de masturbación en sí misma: es lo que se conoce como clismafilia. Sin embargo, se debe tener en cuenta que el abuso de enemas puede llevar con frecuencia a una dependencia física para el correcto funcionamiento del intestino.

## Posturas más frecuentes
Así como la lubricación y la relajación del esfínter son esenciales para iniciar un buen sexo anal, es conveniente elegir una postura apropiada. Es importante que la persona penetrada elija la postura que pueda facilitar una penetración más suave. Existen multitud de posturas. Se señalan a continuación algunas de las más frecuentes.

### Back swinging
En el back swinging (lit. «zarandeo de espalda») la persona que recibe se encuentra tumbada boca abajo y la persona que penetra en la parte superior. La penetración es menos profunda, pero el ritmo lo controla la persona que penetra, lo que, unido a la fuerte presión que ejerce el ano sobre el glande, puede provocar un orgasmo intenso.

### Postura del perrito o coito a tergo
Es una de las más conocidas. La persona que va a ser penetrada se apoya con sus rodillas y brazos en una posición alta (generalmente en una cama). Cuanto más agache su espalda, más deja al descubierto su ano. La persona que penetra puede estar situada también de rodillas en la cama, o bien de pie fuera de ella. En cualquiera de esos dos casos, es el «activo» quien lleva el control y el ritmo de la penetración, aunque el «pasivo» puede jugar con los testículos de su pareja. En esta postura, el ano de la persona penetrada tiende a estrecharse, por lo que la penetración puede llegar a ser dolorosa. A diferencia de la penetración vaginal, la denominada «postura del perrito» o doggy requiere generalmente que el pene esté en una posición más elevada.

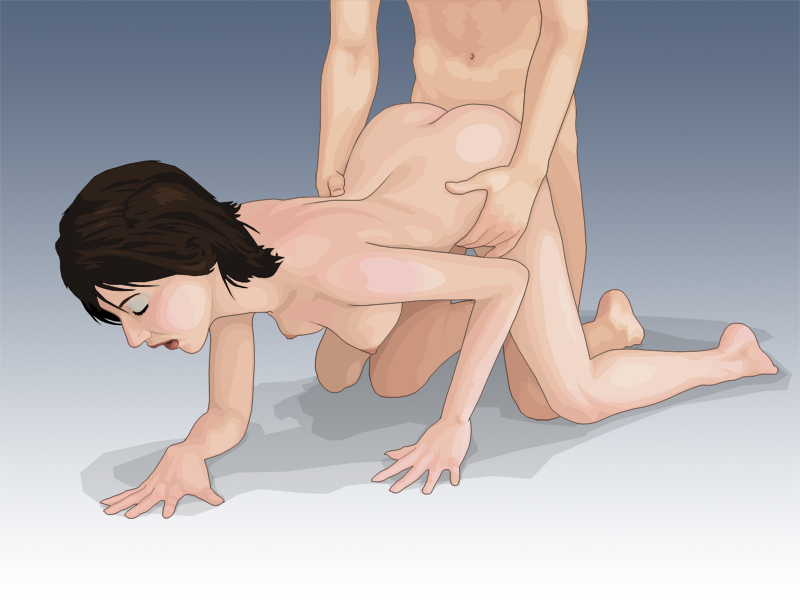
Postura del perrito.

### Coito anal con la persona penetrada sentada encima del pene de su pareja
Bien de cara a la pareja o bien de espaldas, en este segundo caso la estimulación visual proviene de observar el trasero penetrado mientras que la ventaja de hacerlo de cara es ver la expresión de la otra persona, poder besarla en los labios, mejillas, cuello, tocarle y olerle los cabellos y, en caso de ser mujer, cómo se ven y cómo se mueven sus senos; además, estos rozan con el cuerpo del hombre. La penetración que permite es muy profunda y la ventaja que tiene es que la persona penetrada tiene control de los movimientos, con lo cual puede regular tanto el ritmo como la profundidad de la penetración. Suele ser una postura poco dolorosa, por lo que a veces puede resultar interesante comenzar por ella para adaptar los músculos del recto al tamaño del pene.

### Con las dos personas tumbadas de costado
En este caso la profundidad de la penetración es mucho menor y existe el riesgo de que el falo del hombre que penetra se «escape» en varias ocasiones del recto de su pareja. En cambio, es una postura muy sensible y con mucho contacto físico entre los dos involucrados. Permite además a la persona que penetra jugar con los genitales de su compañero(a).

## Otras prácticas relacionadas
- Fisting o Fist fucking: consiste en la introducción de un puño, e incluso el brazo, dentro del ano y recto de la persona penetrada. Es una práctica muy propensa a los desgarros anales, fisuras y roturas de esfínter. Por ello, la fase de dilatación puede durar horas. Por otro lado, con esta práctica se incrementa significativamente el riesgo de contraer infecciones de transmisión sexual, ya que el sangrado es frecuente.
- Clismafilia: placer sexual obtenido al inyectar líquido en la cavidad anal; esta práctica incluye el uso de enemas.
- Andromimetofilia y ginemimetofilia: una mujer representa y se comporta sexualmente como hombre y el hombre adopta el rol de la mujer. En la penetración anal, el sujeto «pasivo» será el hombre y la «activa», la mujer.
- Doble penetración: es una práctica sexual que consiste en que dos personas penetran simultáneamente a una tercera; una de las personas penetrando el orificio vaginal y la otra penetrando el ano o ambas personas penetrando un mismo orificio a la vez: el ano o la vagina.
- Simultáneo: consiste en que ambas personas se penetran analmente al mismo tiempo, o que una persona esta penetrando y siendo penetrada analmente.
- Autopenetracion: consiste en que una persona se auto penetra solo, pocos pueden hacerlo y algunos logran el orgasmo.

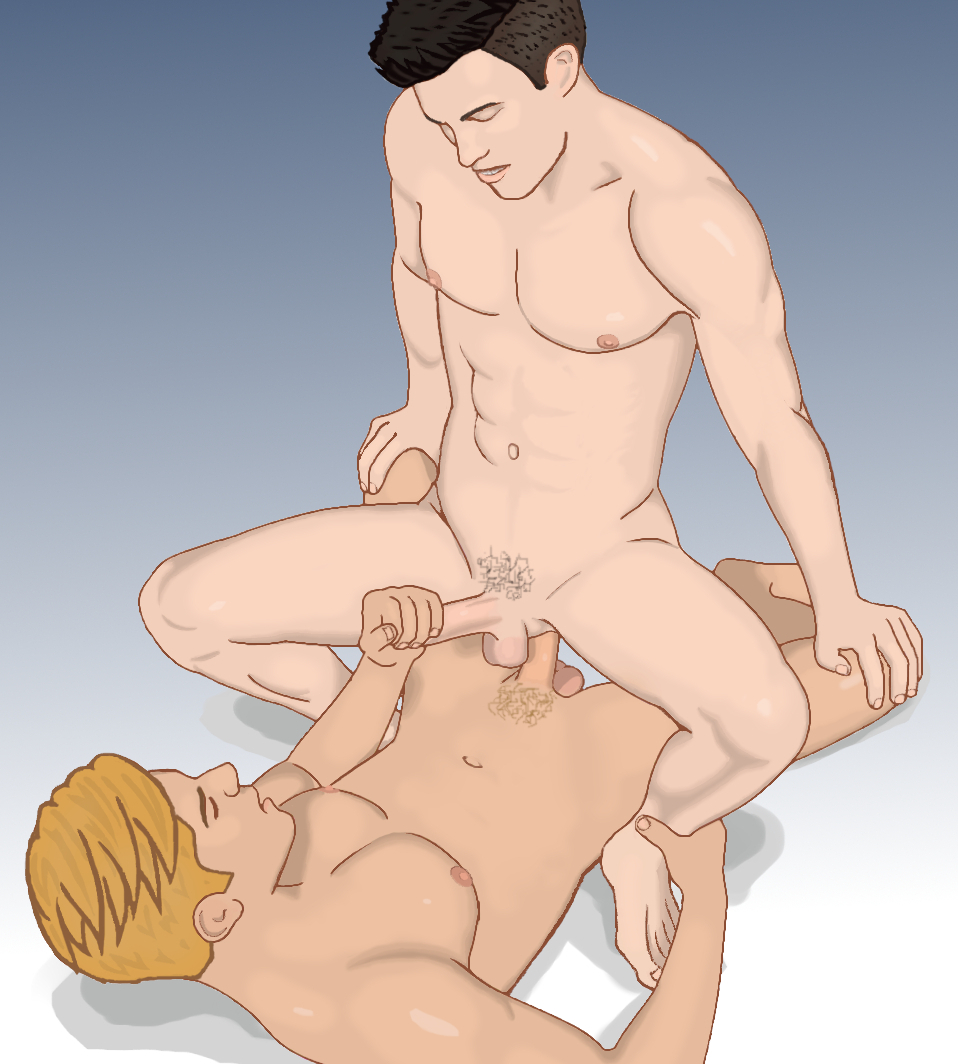
Cowboy

Doble penetración

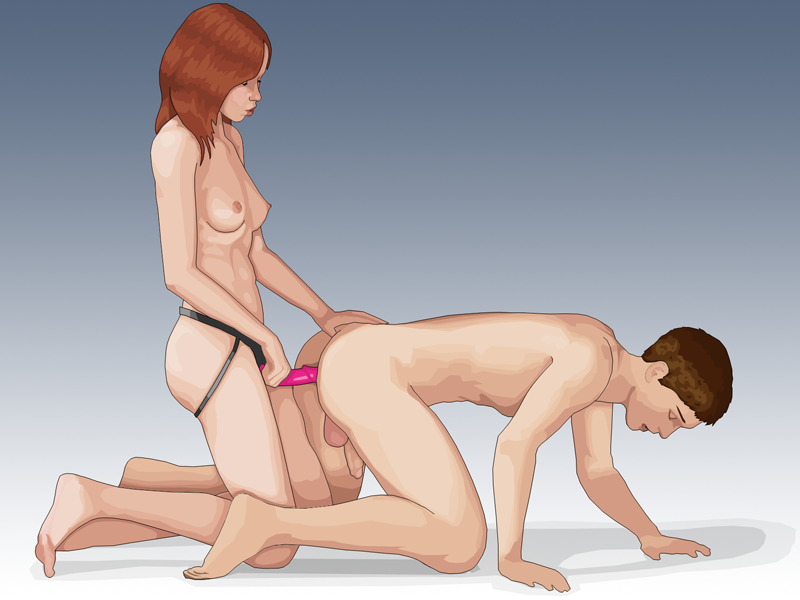
Pegging

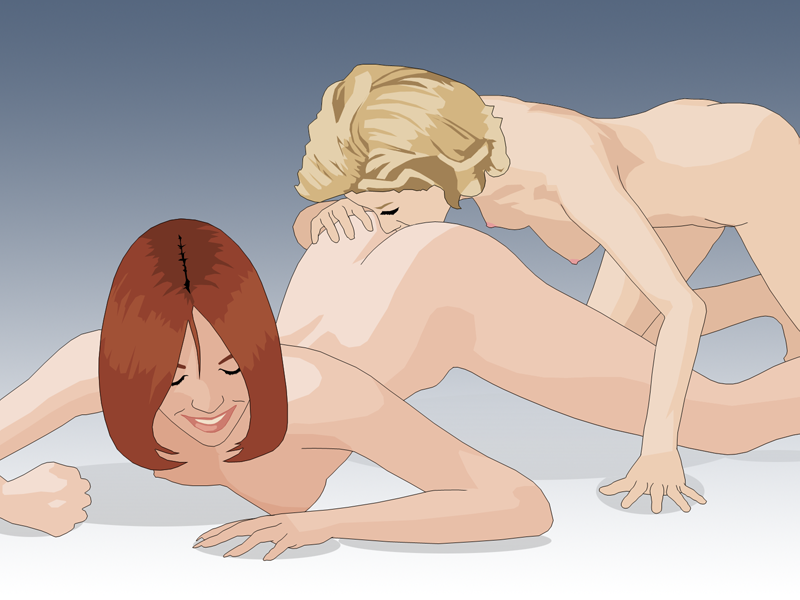
Anilingus